# 火宅の人
『火宅の人』（かたくのひと）は、檀一雄の長編小説で遺作。『新潮』1955年11月号より20年にわたり断続的に連載された。1975年に新潮社で単行本が刊行（現：新潮文庫（上下）、改版2003年）。没後に第27回読売文学賞（小説部門）と、第8回日本文学大賞を受賞した。全集を含めると150万部を超す檀の最大のヒット作。
1977年に日本テレビが山田信夫脚本でテレビドラマ化の準備を進めていたが、遺族の反対で急遽製作中止になり、1979年になって同じ日本テレビが山田脚本でテレビドラマ化した。1986年には東映で映画化。1987年4月6日放送の『NHK特集 命もえつきる時 作家檀一雄の最期』（語り草野大悟）では、作品完成に向け苦闘する作者の姿が口述筆記の録音テープと共に紹介された。
「火宅」とは、仏教説話（正確には「法華経 譬喩品」より）の用語で、「燃え盛る家のように危うさと苦悩に包まれつつも、少しも気づかずに遊びにのめりこんでいる状態」を指す。
檀一雄の私小説とされるが、檀太郎は「小説は小説、事実とは違います」と述べている。

## あらすじ
桂一雄は幼い頃に両親が離婚したことから、後に自分の人間関係に困難を抱えることとなる。一雄は成長し作家となり、直木賞を受賞するまでになる。息子の次郎は日本脳炎を患った結果、麻痺と知的障害を負うこととなる。妻のヨリ子は宗教に傾倒し、夫婦関係は破綻する。息子が病に倒れた8月9日、彼は青森での旧友太宰治の慰霊碑建立の式典に招かれる。ヨリ子は、その日、ある女性の手によって災いが起こると霊が告げたと語る。一雄は若い助手の恵子を連れて青森へ行き、2人は情事を持つ。東京に戻り、一雄は青森で恵子と一緒にいたことをヨリ子に告白する。恵子は彼の行動を全て知っているのだから、そのことも知っていると言う。ヨリ子は一雄の下を去り、高額な離婚費用を請求すると脅す。一方、子供たちはヨリ子と行動を共にしない。一雄は家を売ることを考えるが、ある嵐の夜、ヨリ子が戻ってきて子供たちを慰める。彼女は一雄に、自分が子供たちと一緒にいるので、一雄は出て行っても構わないと告げる。
一雄は浅草に恵子と2人でアパートを借りる。1年後のある日、一雄の最初の妻リツ子との間に生まれた長男・一郎がそのアパートに盗みに入る。一郎は一雄の不倫に関する本を読んだと言い、自分の盗みのことを小説に書くのかと一雄に尋ねる。恵子は妊娠するが、一雄が結婚するつもりは無いと言うと、女優としてのキャリアを続けるために中絶すると怒り、アパートを飛び出して行く。出版社の中島は一雄に、恵子が裏社会の実力者である島村と寝ているという噂を告げ、島村が一雄を殺すかもしれないなどと言う。次の原稿の締め切りが翌日であるにも拘わらず、その夜、一雄は酒に溺れて悲しみを紛らわせ、街でチンピラと殴り合いの喧嘩をする。目を覚ますと、右手は包帯を巻かれており、親切な葉子と名乗る女性のアパートにいた。恵子の助けを借りられなくなった一雄は、迫りくる締め切りまでに原稿を完成させるため、ヨリ子に口述筆記を頼む。そして2人は悲しみに暮れながらも、自分たちの生活を楽にするため、次郎を養護施設に預ける。恵子は中絶し一雄の下に戻るが、ヨリ子に原稿を手伝わせていたことを知ると激怒する。一雄は恵子を平手打ちし、恵子も反撃し大喧嘩となる。騒音に怯えた隣人たちは一雄の部屋の扉をこじ開け、恵子は一雄をアパートから叩き出す。
一雄は肋骨を骨折した状態で東京を離れ、旅の記録を連載しながら、日本中をあてもなく旅する。船上で偶然葉子と出会い、野崎島の彼女の実家まで一緒に行く。そこで葉子の本名は徳子であり、継父に妊娠させられ、死産したことを知る。長崎へ向けて出発する一雄の船に葉子も飛び乗り、母親が泣く中、一雄と共に去る。2人は魚釣りなどをしながら3か月間放浪生活を送り、クリスマスを迎える。クリスマスに彼女はシンガポールの金持ちからのプロポーズを受けるため、彼の下を去ると告げる。
一雄は恵子のアパートに行くが、彼女はそこにいない。また、大晦日にヨリ子のためにブリを買って帰るが、家までのタクシー代をヨリ子に出して欲しいと頼む始末である。元日、出版社の面々が新年を祝うために家に集まっている。宴席の最中、一雄は恵子のアパートに行くが、彼女は役者仲間の佐々木と新たな恋を始めていた。ヨリ子が恵子のアパートにいる一雄に電話をかけて来て、次郎が亡くなったことを伝える。一雄は病院に駆けつけ、医師は次郎がテレビで見た泳ぎを真似て頭から壁にぶつかったと説明する。恵子はアパートにある一雄の荷物を一雄の家に送るが、最後にもう一度会いに来るようにと古い靴だけを残しておく。恵子はアパートを出るための荷造りを終えていた。彼女は青森の滝の前で撮った自分たちの写真を彼に渡し、2人は最後の一杯のビールを飲む。彼はもう一杯飲もうと言うが、彼女は約束があると言う。家へと歩いている途中、一雄は靴を投げ捨て、写真を破いてしまう。買い物に行く途中のヨリ子と子供たちが彼を見つける。子供たちは写真で一雄と一緒に写っているのは誰なのかと訊くが、ヨリ子はそれを止める。一雄はしばらく家に滞在するので、漬物にするための白菜を買ってきて欲しいとヨリ子に頼む。ヨリ子は、一雄のことは何でも知っているからそう言うだろうと思ったと言う。一雄は子供たち全員を抱え上げ、嬉しそうに家へと向かう。

## 発表順
- 第一章「微笑」
  - 「誕生」『新潮』1955年11月
  - 「微笑」『新潮』1961年9月
- 「火宅」『新潮』1963年2月
- 「我が枕」同3月
- 「灼かれる人」同4月
- 「吹雪の地図」同5月
- 「蝋涙」同6月
- 「寂光」同7月
- 「白夜」同9月
- 「帰巣者」同10月
- 「有頂天」『新潮』1966年8月
- 「黄なる涙」『新潮』1969年1月
- 「きぬぎぬ・骨」『新潮』1971年11月
- 「キリギリスー「火宅の人」最終章」『新潮』1975年10月

## テレビドラマ
- 1979年7月24日から10月9日まで、日本テレビ系・火曜劇場枠にて放送された。

### 放送時間
- 火曜22:00 - 22:54

### スタッフ
- 脚本：山田信夫
- 企画：山本時雄
- プロデューサー：川原康彦、松岡明（ユニオン映画）
- 音楽：内藤孝敏
- 題字：矢萩春恵
- 演出：島村正敏

### キャスト
- 桂一雄：三國連太郎
- 桂ヨリ子：池内淳子
- 矢島恵子：原田美枝子
- 桂一郎：鶴見辰吾
- 桂次郎：矢葺義晴
- 桂弥太：小山友成
- 桂フミ子：原口佑子
- 桂サト子：近藤真理
- 黒田：下條アトム
- 久美：根岸明美
- 三枝：竹田かほり
- 葉子：志麻いづみ
- 神山（看護婦）：絵沢萠子
- 文子（ヨリ子の女学校時代の友人）：鳳八千代
- 苅田：鈴木瑞穂
- 島中厳（一雄の友人）：山本武
- 中谷きみ：沢村貞子

| 日本テレビ 火曜劇場 | 日本テレビ 火曜劇場 | 日本テレビ 火曜劇場 |
| 前番組              | 番組名              | 次番組              |
| ------------------- | ------------------- | ------------------- |
| 愛と死の絶唱        | 火宅の人            | 甦える日日          |

## 映画
1986年4月12日公開の日本映画。企画の高岩淡は檀一雄の異父弟、「桂一雄の母親」を演じている檀ふみは檀一雄の実の娘。

### スタッフ
- 監督：深作欣二
- 企画：高岩淡、佐藤雅夫
- プロデューサー：豊島泉、中山正久
- 原作：檀一雄
- 脚本：深作欣二、神波史男
- 音楽：井上堯之
- 主題曲：嵯峨美子
- 撮影：木村大作
- 企画協力：檀太郎

### キャスト
- 桂一雄：緒形拳、幼少期：伊勢将人
- ヨリ子：いしだあゆみ
- 矢島恵子：原田美枝子
- 葉子：松坂慶子
- 桂一雄の父：石橋蓮司
- 桂一雄の母：檀ふみ（特別出演）
- 葉子の養父：山谷初男
- 葉子の養母：宮内順子
- 中原中也：真田広之
- 太宰治：岡田裕介
- 壷野：井川比佐志
- 苅田：荒井注
- 中島：下條アトム
- 佐々木：伊庭剛
- 林：谷口孝史
- 一郎：利根川龍二
- 次郎：一柳信之
- 弥太：大熊敏志
- フミ子：米沢由香
- サト子：岡村真美
- 信子：谷本小代子
- 滝：浅見美那
- 主任：蟹江敬三
- 病院主事：下元勉

### 製作

#### 企画
断続的に小説連載中の1960年代半ば、当時の東映京都撮影所（以下、東映京都）所長・岡田茂（のち、同社社長）が檀一雄の異父弟である高岩淡に「これは東宝向けやから、うちは映画にせんとこうよ」と言い、高岩も「いいですよ」という話で終わっていた。岡田は檀の東大経済学部の後輩にあたり、檀の無二の親友である坪井与（與）と3人で戦後すぐからよく飲み歩いていた仲だった。その後1982年の『鬼龍院花子の生涯』の大ヒットで、東映でも文芸作品の企画が通りやすい状況になり、1983年になって深作欣二が『人生劇場』を正月跨ぎで東映京都で撮影していた時、「おせち料理が食べたい」と深作が言うので高岩が自宅に深作と松坂慶子を一緒に招待した。すると深作が「檀一雄の資料を見せてくれ」と言うので高岩が「何で？」と聞くと「『火宅の人』をやりたい」「東映がダメなら松竹か東宝でやる」と言って檀の資料を持って帰った。深作は小説の出版以来、繰り返し『火宅の人』を読んでいたという。1985年の渡辺淳一原作『ひとひらの雪』の監督を深作が事情で降板したとき、深作と高岩が相談して何かやってると聞きつけた岡田社長が高岩に「何をやるんだ」と問い詰め、高岩が「社長は反対するかもしれませんけど『火宅の人』を深作とやりたいんです」と言ったら、岡田が膝をたたいて「いまの東映ならもってこいや、やれ!」と製作OKが出た。
岡田社長は1986年始めのインタビューで「『火宅の人』については前から色んな監督がやらせろって来てたんですよ。とくに深作が熱心でしつこくやらせろっていい続けていたもんだから。まあつくり手が何ものにも変えて情熱傾けるものは、ある程度の見通しが立ったら、やらせんとな。アダルト映画（大人向きの落ち着いた映画）は最初から二けた（配収10億円）取ろうと思ったら間違いだよ。とにかく損せんようにな、ということは7億円ぐらいで線引きしてやらんと、この手のものは怪我するよ。この種のアダルト狙いの作品は、よっぽどの強烈なインパクトを持ったモノでないと（お客は）来ないんですよ。だいたいアダルト層は茶の間でテレビにかじりついている連中だからね、よほどの宣伝力を作品自体が秘めてないと来ないよ。よく言うだろ、モノはよく出来ているが、なぜ来ないのかとな。アダルト映画はそうなり易いから難しいよ。アニメはまあお客が入っているけど、ジャリ向きの映画ばかりやっとったんでは、東映の存在価値はないわね。やっぱりアダルトもので思い切って勝負せにゃあね。東西の撮影所に染み込んでいる東映独自の体質、体臭をうまく生かしながら、収益を着実に出してゆく体制を作ってゆく、これが課題です。いま東西で年4～6本映画を作っているけど、まあその内の2本は当てろと言っているいるんだけどな」などと製作を決めた理由を述べている。
深作は1986年当時、自身の企画は本作と『軍旗はためく下に』ぐらいで、スタイルとして提案したのは『現代やくざ 人斬り与太』とか何本かある」と話していた。深作はこの10年前から『火宅の人』映画化の希望を持っており、東映にその頃企画を提出したが、当時は実録路線の尻尾を引きずっていた頃で実現できず、深作はフリーになっていたため松竹に企画を持ち込んだが、中年男の不格好な情事を描いたドラマは、当時の興行常識からは外れていて取り上げてもらえなかった。また愛人役や耐え続ける妻役もきれいごとでは済まない役で、深作も当時の女優では誰も見当がつかず、仕方なく見送っていた。10年経って女優たちが違う展開を見せ始めて、東映京都の中にも女優を受け入れる下地が出てきていたことから、深作が再び企画を提出した。
檀の自宅は東映東京撮影所近くの石神井にあり、檀は夕方になると大泉の撮影所に坪井与をよく訪ねて来て、よく飲んでいたという。東映東京の助監督は、坪井に誘われてよく檀の自宅に遊びに行っていたが、深作は行ったことがなく、檀に会ったことがなく、「こんなことだったら、ぜひ会いたかった」と悔しがっていたという。

#### 檀原作の映画
檀一雄原作の映画化は1951年の『真説 石川五右衛門』を皮切りに本作が5作目で全て東映が映画化している。これはいつも金が無かった檀のために坪井与が無理して原作を買い映画化したもので、井川比佐志演じる壷野は坪井がモデル。檀の女性絡みのトラブルは作家仲間ではなく、坪井がトラブルの解決にあたったという。

#### 脚本
シナリオは深作と深作の懐刀・神波史男。神波の脚本代は300万円。東映から脚本オファーを受けた神波は、深作から「お前もソウトウな火宅らしいから丁度よかろう」と言われ、「いえいえオレなどほんのボヤですから」と答えた。岡田社長からは「流行の浮気ドラマとしてまとめてくれよ」と指示を受けた。神波と深作は、檀一雄をよく描いてはダメだろうとグズグズ言い合って脚本を書いた。ストーリーや設定は原作とは異なり、後半部分の桂一雄（緒形拳）が、ホステスの葉子（松坂慶子）と放浪するシークエンスは深作の完全な創作（島の女は原作に出るが一緒に放浪はしない）。『火宅の人』をベースに檀一雄の半生を描く形にした。脚本段階では上手くまとまらず、岡田社長も心配したが、深作と撮影の木村大作で上手く絵にした。

#### キャスティング
桂一雄こと檀一雄を演じる緒形拳は坪井与の推薦。深作も緒形をイメージしながら脚本を書いていたが、緒方は映画もテレビドラマもオファーがひっきりなし状態で、東宝の『春の鐘』にキャスティングされていて厳しい状況だった。また妻役として深作が希望するいしだあゆみも『春の鐘』にキャスティングされていたが、幸いどちらもキャスティングの変更があり、深作の希望通りのキャスティングが実現した。
自身の祖母役を演じる檀ふみは、自分の家庭の話に神経質になり、記者に家庭に関する質問されるのが嫌で、1985年10月にあった製作発表会見を欠席した。檀ふみは本作出演まで父の本をちゃんと読んでいなかったが、これを機に父を強く意識するようになったという。原田美枝子は1979年20歳のときのテレビドラマと同じ新劇女優を演じる。
製作が最初に報じられたときは、松坂慶子が新劇の女優つまり、原田美枝子が演じた恵子役だった。事情は分からないが、その後松坂は島の女としてチョイ役予定に変更された。ところがいざ撮影に入ると深作はまるで松坂の葉子が主役かのように演技指導にも熱を入れた。松坂に入れ上げる深作に東映京都で撮影中、檀ふみが「なんでケイコがいいの、なんでケイコなのよ」と口走ってしまいスタジオ内が静まり返った。後半の見せ場である絵馬堂での緒形と松坂の濡れ場シーンは1985年12月31日撮了予定が、深作の熱意と松坂のかつてないノリで、松の内が明けてからも続行され撮影に30時間、延べ3日間を要した。松坂と深作のコンビは「深作さんは、私をはじめて本当の女優にしてくれた人です」と松坂が話した『青春の門』（1981年、東映）以降、『道頓堀川』（1982年、松竹）『蒲田行進曲』（1982年、松竹）『人生劇場』（1983年、東映）『上海バンスキング』（1984年、松竹）に続いてのものだが、所属する映画会社が異なる女優と監督がほとんど間を置かずコンビを組むのは極めて異例のこと。松坂はそれまでも数々の男と浮名を流し、「いい意味で男を喰って成長する最後の女優。いまの若い女優たちの多くはそうすることを知らない」と評された。松坂は2006年のインタビューで、深作映画を「どれも思い出深いです」と話している。
深作は『敦煌』の監督が決まっていた1985年11月から本作を撮影した。1985年の秋には『敦煌』は1986年3月から撮影に入り『火宅の人』は1986年6月公開と報道されていた。『敦煌』は製作が不透明で仕方のない面はあったが、迷惑を被ったのが松竹。松坂は1985年のNHK大河ドラマ『春の波涛』の主役で大河の撮影が終了する11月まで体が空かない状態で、松竹は1985年が創立九十周年にあたり、看板女優・松坂慶子の主演作として『足にさわった女』のリメイクや、山本周五郎作品などを企画していたが、松坂が『火宅の人』の出演を選び、記念の年に看板女優の出演作なしという事態になった。奥山融松竹社長は「よその作品にあれだけ夢中になられるとウチも困る」と不満を述べた。
太宰治を演じる岡田裕介は出演に気が進まなかったが、深作に「どうしても出てくれ」と頼まれ、「サクさんならいいか」と出演を承諾した。

#### 撮影
撮影の木村大作は1980年の『復活の日』で深作と揉め、その後は疎遠となっていたが、深作から「今度は演出に徹する。キャメラに関しては木村に任せる」というオファーを受け、初めて東映京都に就いた。『復活の日』では深作と上手くいかなかったが、本作ではアイデアのキャッチボールをするようになった。木村は「深作さんは詩情があまり得意じゃないと自分で思っていたから、それを必要とする映画に俺のキャメラが欲しかったんだと思う」と話している。木村はこの後、東映からオファーを受けることが増えた。深作は本作を「文芸アクションドラマ」と言っていたという。
1985年10月9日クランクイン。
冒頭の回想シーンで色を抜く処理をしているが、当時はデジタル処理もない時代で、木村が提案してフィルムを三色分解した。テストフィルムを見た深作がえらく気に入り、回想シーンだけじゃなく全部これでやりたいと訴えたが、金がかかり過ぎるため却下された。また木村が冒頭の回想シーンの前に出る有名な「荒磯に波」の東映三角マークが飛びだすシーンが、冒頭の繋ぎに合わないと、木村が一人で日本海で撮影した新しいオープニングを使おうとしたら、岡田社長から「会社の顔を変えるとは何事だ！」と一喝されて、没になった。
スタジオ撮影は東映京都。原田の浅草のアパートの内部など。そのアパートで緒形と原田の諍いのシーンは、緒方が本気で原田を投げ飛ばし、原田が顔にケガを負い、撮影が10日間中断した。深作は『復活の日』で草刈正雄とオリヴィア・ハッセーのラブシーンで84回リテイクし、やればやるほど良くなるという考えを持つ人で、リハーサルも本番も何度も粘る。また女優に酷い言葉を浴びせ、厳しい演技指導をするため、濡れ場を演じる女優は全裸でずっとスタッフみんなに見られている状態で深作の説教を受け、頭がおかしくなる。原田が泣き出しセットから出て行き帰って来なくなったことがあり、木村が原田の説得に行き「僕たちはいつまででも待ちますが、今やめたら別の日に撮り直しになりますよ。それだったら今日のうちに撮ってしまった方がいいと思いますけど」と説得し、原田が「分かりました。30分時間を下さい」と答え、何とか朝までかかり撮り切った。松坂も怒って原田と同じくやはり突然セットから出て行ったが、このときは深作が松坂を説得に行き、30分くらいで二人がニコニコして現場に戻って来たという。木村大作は「当時の日本映画は女優が不自然に裸になる場面が多く、特に東映はその傾向が強かったが、観客に対するサービスということだと思うけど、オレは何か違うと思っていた」と話している。
日本脳炎の後遺症で全身マヒになった次男の次郎が亡くなるシーンでは、自ら"火宅の人"だった深作がカメラに突っ伏して嗚咽を漏らした。
原田のケガもあったが、映像にかなり凝り、本来は1985年末で撮了予定だったが、1986年1月23日クランクアップ。撮影実日数は70数日。映画の完成は予定より一ヵ月遅れた。

#### ロケ地
全国縦断ロケを敢行。京都府亀岡市、青森県蔦温泉、十和田湖、東京都浅草、石神井公園（石神井池）、鳥取県、長崎県五島列島野崎島、小値賀島、雪の熊本県阿蘇山、紅葉の五木村、鹿児島県霧島など。

#### 製作費
全国ロケと撮影期間が長くなった影響で、当初予定より1億円高くつき、製作費4億5,000万円、営業費3億円で計7億5,000万円。

### 興行
1986年のゴールデンウィーク興行ということで宣伝に力を入れ、松坂慶子と原田美枝子の濡れ場をメディア展開させた後、文芸作としての内容を全面に出した戦略に転換、硬軟完備の万全な体制を敷いた。試写会では檀の遺族から親戚から作家仲間らがべた褒めで、あまりの評判の良さにかえって心配が出る程だった。内容から観客層はかなり高くなることが予想されたが、この年のゴールデンウィークは、邦画他社、洋画もこれといった強力作品もなく『火宅の人』が強いのではないかと予想された。邦画は若者向け映画が多く、東宝が前半『テイク・イット・イージー』『タッチ 背番号のないエース』、後半『彼のオートバイ、彼女の島』『キャバレー』、松竹が『ジャズ大名』『犬死にせしもの』、洋画は『ナイルの宝石』『デモンズ』『霊幻道士』『ナインハーフ』『アイアン・イーグル』『ホワイトナイツ/白夜』『スパイ・ライク・アス』『死霊のえじき』『カイロの紫のバラ』『ストレンジャー・ザン・パラダイス』などが同時期公開された。
正月の『玄海つれづれ節』でつまずいたが、春のまんがまつりで盛り返し、続いての大ヒット。女性客も大勢動員し、配給収入10億円を突破した。映画の宣伝が始まると原作も売れ、相乗効果が大きかった。岡田社長は「例年、春と夏休みはヤング路線になるのは仕方がないが、大人向けの映画は当たると大きい。テレビに高く売れるし、ビデオソフトもかなり出る」と話した。

### 受賞歴
- 第60回キネマ旬報ベスト・テン
  - 助演女優賞（いしだあゆみ）
  - 日本映画第5位
  - 読者選出日本映画第1位
- 第41回毎日映画コンクール女優主演賞（いしだあゆみ『時計 Adieu l'Hiver』と合わせて）
- 第29回ブルーリボン賞主演女優賞（いしだあゆみ、『時計 Adieu l'Hiver』と合わせて）
- 第11回報知映画賞主演女優賞（いしだあゆみ、『時計 Adieu l'Hiver』と合わせて）、助演女優賞（原田美枝子）
- 第10回日本アカデミー賞最優秀作品賞、最優秀監督賞（深作欣二）、最優秀脚本賞（神波史男・深作欣二）、最優秀主演男優賞（緒形拳）、最優秀主演女優賞（いしだあゆみ、『時計 Adieu l'Hiver』と合わせて）、最優秀助演女優賞（原田美枝子、『国士無双』『プルシアンブルーの肖像』と合わせて）、最優秀音楽賞（井上堯之、『離婚しない女』と合わせて）[34]
- 第4回ゴールデングロス賞優秀銀賞、マネーメイキング監督賞、マネーメイキングスター賞[35]。

### 影響
深作は本作の後、『敦煌』を撮ることになっていたが、撮影開始がズレ込んでいるうちにヤル気をなくし、1986年夏に『未完の対局』で日中合作の経験がある佐藤純彌に監督を交代した。一転、失業状態になった深作は松坂慶子にドップリ浸かって"映画界の火宅の人"になり、見るに見かねた岡田社長から「あまり派手にやるなよ。たまには家に帰ったらどうだ」などと釘を刺された。週刊誌誌上で深作監督夫人の中原早苗が松坂を「声が悪いし、うまい女優になれないから脱ぐしかない人。夫の趣味も悪い。夫は松坂慶子にあふれる才能を食われているんです」などと名指しで非難し、スキャンダルとしてマスメディアに大きく取り上げられる事態となり、親父が大好きな一人息子の健太は学校でイジメに遭い登校拒否するなど、映画を地で行く"火宅の人"状態になった。
深作健太は2010年のインタビューで「中学生のとき、親父のスキャンダル全盛の頃、『火宅の人』を母親と一緒に新宿東映に見に行った時はひっくり返っちゃって。とんでもない映画観ちゃったなっていう。父の赤裸々な自己告白と、無頼と、居直りに溢れていた。自分の魔界を全部さらけ出してる。僕もいつかそんなふうになりたいです」などと話した。